# Makoua
Makoua är en småstad (franska: communauté urbaine) i Kongo-Brazzaville. Den ligger i departementet Cuvette, i den centrala delen av landet, 500 km norr om huvudstaden Brazzaville. Antalet invånare är 20 038.